# Bistonina feretria
Bistonina feretria is een vlinder uit de familie van de Lycaenidae. De wetenschappelijke naam van de soort werd als Thecla feretria in 1878 gepubliceerd door William Chapman Hewitson.